# 関田可通
関田 可通（せきだ よしみち、1854年5月11日〈嘉永7年4月15日〉 - 1909年〈明治42年〉3月2日）は、明治時代の政治家。貴族院多額納税者議員。初名は満作。

## 経歴・人物
土佐国長岡郡大埇村（現・南国市大そね）の素封家・関田伊三郎（関田猪三郎）の長男として生まれる。生家は代々農業を営む大地主で、上田100町歩を有した。戊辰戦争の際には少年鼓手として従軍。1870年（明治3年）城下の朝倉町（現・高知市南はりまや町）に移り、酒造業を始め、1876年（明治9年）陶冶学校に学んだ。以後小学校訓導、長岡郡書記、所得税調査委員を経て高知県会議員に当選した。
自由民権運動家として物部川堤防事件、三大事件建白運動、選挙干渉事件などで活躍した。1886年（明治19年）物部川堤防事件では坂本直寛、武市安哉、山本正心らとともに県令の措置を不当とする請願書を県庁に提出。日比書記官に、「人身激高し如何なる椿事を惹起するやも測る可らず」と警告し、事件の収拾に尽力した。翌年の1887年（明治20年）の三大事件建白運動では長岡郡南部40箇町村3316人の惣代として島崎清美と共に上京。12月6日、元老院に出頭し、前田岩吉や近藤猪太郎らとともに時任為基議官に面会し建白の趣旨を陳述したが、他の民権家と同様に保安条例により満2年半に及ぶ東京退去を命ぜられた。
1889年（明治22年）2月、退去命令の解除を受け、東京・石川島監獄に収監されていた片岡健吉らを出迎えるため神戸に赴く。1891年（明治24年）の選挙干渉には官憲の弾圧に抗い、野市・立田方面で活動。結果、武市安哉は当選した。
その後は、高知県多額納税者として貴族院多額納税者議員に互選され1893年（明治26年）10月10日から1897年（明治30年）9月28日まで務め、ついで1900年（明治33年）高知県農会長に就任した。
56歳没。墓は南国市岡ノ上の西の山（小山）にあり、墓碑 西森真太郎撰書。

## 親族
- 父：関田猪三郎
- 妻:関田喜代-（喜代の父：蒲原源次）
- 長男：関田珎城
- 長女：関田喜久
- 三男：関田為平（社会教育家）[5]［妻：関田茂樹-（茂樹の父：関田英穂）］
- 二女：関田勝［夫：井上鐡治（長岡郡稲生村）］
- 四男：関田四郎［妻：貞弘晴意、子：千鶴子、万亀子、祐子、佐和子］
- 三女：関田梅香
- 弟：岡上忠兵衛
- 従兄弟：土居積盛
- 従兄弟の子供：土居純橘 -土居積盛の子
- 孫：関田健二-関田為平の二男（健二の妻：榮子）
- 曾孫：関田康慶（東北大学名誉教授）-健二の長男
- 玄孫：関田典義-康慶の二男
- 来孫：関田康誠-典義の長男
- 来孫：関田健誠-典義の二男